# 리본 캔디

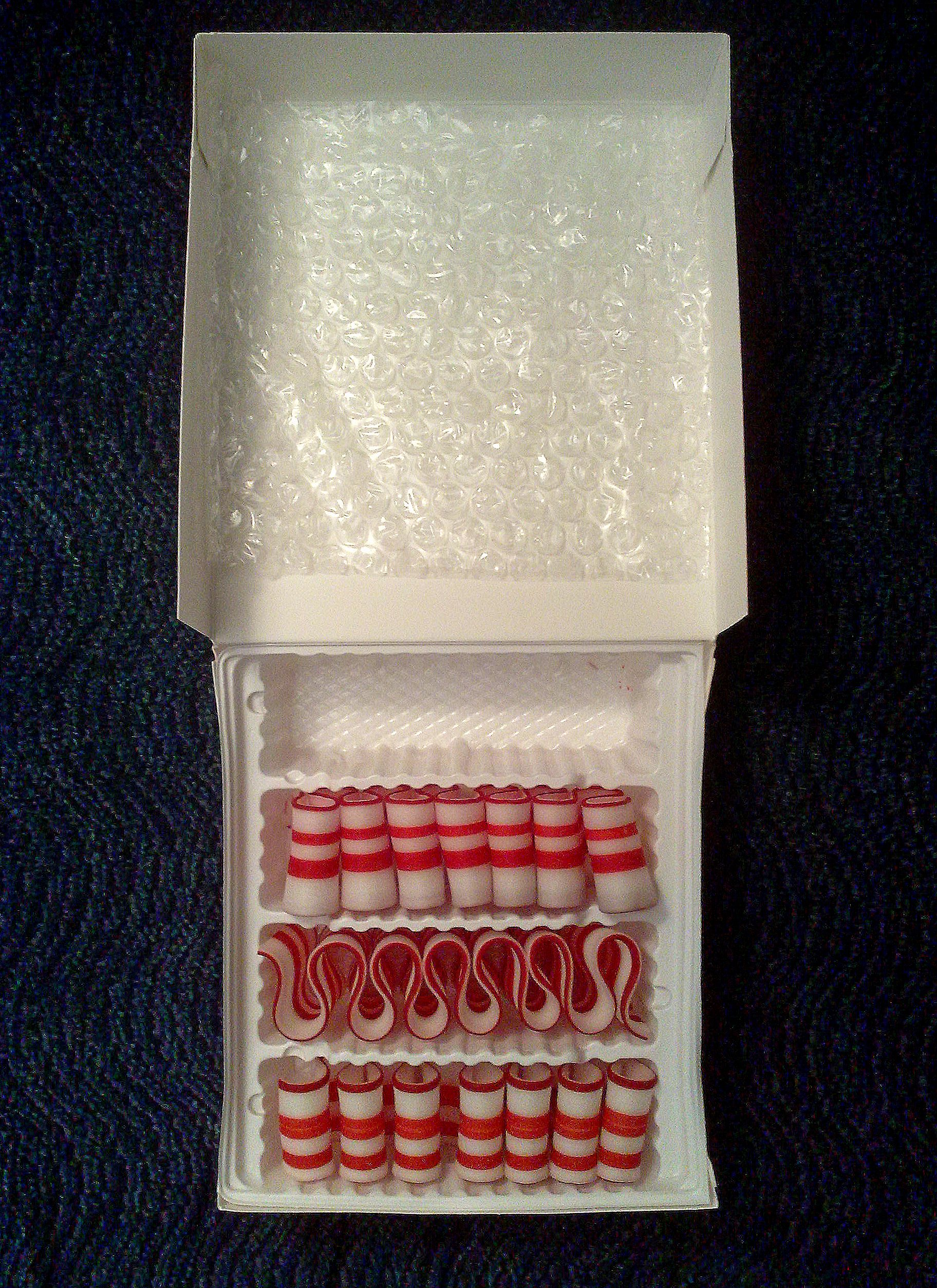
페퍼민트 리본 캔디

리본 캔디(Ribbon candy)는 리본 모양으로 겹쳐 놓은 크리스마스 사탕이다.
리본 캔디는 하드 캔디의 일종으로 북미에서 크리스마스 연휴 기간에 판매되는 경우가 가장 많다. 먼저 따뜻한 설탕으로 편평한 스트립으로 만들어짐으로써 모양을 얻는다. 그런 다음 스트립을 앞뒤로 접어서 딱딱한 리본 모양의 막대기를 만든다. 설탕은 종종 축제 기분을 낸 듯이 착색되며 사탕은 종종 광택이 있다. 일반적으로 다른 박하 또는 감귤 향의 추출물로 만들어진다. 보통 얇아서 입에서 금방 녹지만 조각이 보통 한 입 크기보다 크기 때문에 한 입 베어물면 부서지고 조각이 난다. 많은 종류의 리본 캔디는 쉽게 끈적거리는 경향이 있는데, 일반적으로 손에 들고 있는 체온이나 단순히 실내 온도와 습도로 인해 발생한다. 종종 장식처럼 사용되며 사탕 접시, 접시 또는 약종상 항아리에 전시된다. 이런 식으로 사용하면 오랜 시간 동안 앉아 있으면 서로 달라 붙는 경향이 있다.